# Inez (Texas)
Inez es un lugar designado por el censo ubicado en el condado de Victoria en el estado estadounidense de Texas. En el Censo de 2010 tenía una población de 2098 habitantes y una densidad poblacional de 13,58 personas por km².

## Geografía
Inez se encuentra ubicado en las coordenadas 28°52′35″N 96°47′28″O / 28.87639, -96.79111. Según la Oficina del Censo de los Estados Unidos, Inez tiene una superficie total de 154.46 km², de la cual 154.34 km² corresponden a tierra firme y 0.12 km² (0.08 %) es agua.

## Demografía
Según el censo de 2010, había 2098 personas residiendo en Inez. La densidad de población era de 13,58 hab./km². De los 2098 habitantes, Inez estaba compuesto por el 93.76 % blancos, el 1.48 % eran afroamericanos, el 0.48 % eran amerindios, el 0.19 % eran asiáticos, el 0 % eran isleños del Pacífico, el 2.53 % eran de otras razas y el 1.57 % pertenecían a dos o más razas. Del total de la población el 13.3 % eran hispanos o latinos de cualquier raza.